# Пам'ятки історії Чорнухинського району
У Чорнухинському районі Полтавської області нараховується 60 пам'яток історії.
| #  | назва | адреса                                            | роки події            | роки встановлення | автор                              | матеріали                                | розміри                             | рішення                                                     |
| -- | --- | ------------------------------------------------- | --------------------- | ----------------- | ---------------------------------- | ---------------------------------------- | ----------------------------------- | ----------------------------------------------------------- |
| 1  | Меморіальна садиба українського філософа Г. С. Сковороди, відновлена до 250-річчя з дня народження у 1972 році: | смт Чорнухи, вул. Леніна, 45                      | 1722 — 1794           | 1972              | арх. В.Тертичний, О.Чернов         |                                          | площа садиби — 0,19 га              | Рішення Міністерствакультури УРСР від 24.11.1972 р.         |
| 2  | хата | смт Чорнухи, вул. Леніна, 45                      |                       |                   |                                    | одноповерхова, дерев'яна                 | площа 51,03 м2                      |                                                             |
| 3  | клуня | смт Чорнухи, вул. Леніна, 45                      |                       |                   |                                    | глинобитна                               | площа — 59,03 м2                    |                                                             |
| 4  | комора | смт Чорнухи, вул. Леніна, 45                      |                       |                   |                                    | дерев'яний                               | площа — 14,4 м2                     |                                                             |
| 5  | криниця | смт Чорнухи, вул. Леніна, 45                      |                       |                   |                                    | зруб дерев'яний                          | глибина — 14,7 м.                   |                                                             |
| 6  | пам'ятник-бюст Г. С. Сковороді                                                                                  | смт Чорнухи, вул. Леніна, 45                      |                       |                   | ск. М.Коган                        | кована мідь, граніт                      | вис. бюста −1,45 м, пост. — 3,25 м. | -                                                           |
| 7  | Братська могила радянських воїнів, пам'ятний знак полеглим воїнам-землякам                                      | смт Чорнухи, меморіальний комплекс, парк          | 1941, 1943, 1941–1945 | 1956              | Харківський скульптурний комбінат  | залізобетон, граніт                      | вис. ск. — 3,3 м, пост. −3,0 м.     | -                                                           |
| 8  | Могила Героя Радянського Союзу П. В. Масленнікова                                                               | смт Чорнухи, кладовище                            | 1923 — 1967           | 1975              | Місцеві майстри                    | обеліск — метал, могильна плита — граніт | вис. об. — 1,5 м, 1,6 х 0,8 м.      | -                                                           |
| 9  | Братська могила радянських воїнів                                                                               | смт Чорнухи, кладовище                            | 1943                  | 1982              | Місцеві майстри                    | обеліск — гранітна крихта                |                                     | -                                                           |
| 10 | Пам'ятний знак полеглим воїнам-землякам                                                                         | с. Бондарі, біля клубу                            | 1941 — 1945           | 1972              | Харківський скульптурний комбінат  | залізобетон, цегла оштук.                | вис. ск. — 2,97 м, пост. — 2,34 м.  | -                                                           |
| 11 | Братська могила радянських воїнів, пам'ятний знак полеглим воїнам-землякам                                      | с. Нехристівка, центр, меморіальний комплекс      | 1941, 1941–1945       | 1972              | Харківський скульптурний комбінат  | залізобетон, цегла оштук.                | вис. ск. — 2,65 м, пост. — 2,32 м.  | -                                                           |
| 12 | Братська могила радянських воїнів, пам'ятний знак полеглим воїнам-землякам                                      | с. Харсики, біля клубу, меморіальний комплекс     | 1941, 1941–1945       | 1954              | Харківський скульптурний комбінат  | залізобетон, цегла оштук.                | вис. ск. — 4,0 м, пост. −2,4 м.     | Рішення Чорнухинського райвиконкому № 2 від 8.01.1954 р.    |
| 13 | Братська могила воїнів громадянської, Великої Вітчизняної воєн, пам'ятний знак полеглим воїнам-землякам         | с. Білоусівка, центр, меморіальний комплекс       | 1920, 1941, 1941–1945 | 1965              | Харківський скульптурний комбінат  | залізобетон, цегла оштук.                | вис. ск. — 2,5 м, пост. −1,5 м.     | -                                                           |
| 14 | Будинок школи, в якій вчився Героя Радянського Союзу В. П. Мележик                                              | с. Білоусівка                                     | 1933 — 1939           | 1974 — мем. дошка | -                                  | одноповреховий, цегляний                 | площа — 609,7 м2                    | Рішення облвиконкому№ 20 від 14.03.1975 р.                  |
| 15 | Могила радянського воїна, пам'ятний знак полеглим воїнам-землякам                                               | с. Богодарівка, біля клубу, меморіальний комплекс | 1943, 1941–1945       | 1970              | Дніпропетровські художні майстерні | залізобетон                              | вис. ск. — 3,0 м, пост. −2,7 м.     | -                                                           |
| 16 | Пам'ятний знак полеглим воїнам-землякам                                                                         | с. Голотівщина, біля клубу                        | 1941 — 1945           | 1970              | Місцеві майстри                    | обеліск — залізобетон                    | вис. 2,7 м.                         | -                                                           |
| 17 | Пам'ятний знак полеглим воїнам-землякам                                                                         | с. Осняк, біля школи                              | 1941 — 1945           | 1970              | Місцеві майстри                    | обеліск — залізобетон                    | вис. 2,5 м.                         | -                                                           |
| 18 | Могили І. П. Січкаря, Є. Д. Курило — борців за встановлення радянської влади                                    | с. Вороньки, центр                                | 1920, 1921            | 1957              | Місцеві майстри                    | залізобетонна плита                      | 1,2 х 0,8 м.                        | -                                                           |
| 19 | Братська могила радянських воїнів                                                                               | с. Вороньки, біля клубу                           | 1941                  | 1958              | ск. Я. Рик, арх. Н. Клейн          | залізобетон, цегла оштук.                | вис. ск. — 2,8 м, пост. −1,8 м      | -                                                           |
| 20 | Братська могила радянських воїнів                                                                               | с. Вороньки, кладовище(не діюче)                  | 1941                  | 1975              | Місцеві майстри                    | обеліск — метал                          | вис. 1,8 м                          | -                                                           |
| 21 | Пам'ятний знак полеглим воїнам-землякам                                                                         | с. Вороньки                                       | 1941 — 1945           | 1969              | Місцеві майстри                    | стела — залізобетон                      | вис. 2,1 м                          | -                                                           |
| 22 | Могила радянського воїна                                                                                        | с. Вороньки, садиба Я. П. Безпечного              | 1941                  | 1975              | Місцеві майстри                    | обеліск — метал                          | вис. 1,2 м                          | -                                                           |
| 23 | Могила радянського воїна                                                                                        | с. Вороньки, біля лугу                            | 1941                  | 1975              | Місцеві майстри                    | обеліск — метал                          | вис. 1,2 м                          | -                                                           |
| 24 | Меморіальна дошка на честь земляка Героя Радянського Союзу О. Д. Перелета                                       | с. Вороньки, середня школа                        | 1914 — 1953           | 1975              | Місцеві майстри                    | граніт                                   | 0,87 х 0,52 м                       | Рішення облвиконкому№ 20 від 14.03.1975 р.                  |
| 25 | Пам'ятник на місці загибелі начальника штабу південно-західного фронту, В. І. Тупікова                          | с. Красне, на трасі Пирятин-Лохвиця               | 1941                  | 1974              | Полтавські художні майстерні       | обеліск — граніт                         | вис. 3,2 м.                         | Рішення Чорнухинського райвиконкому№ 83, 12.03.74           |
| 26 | Братська могила радянських воїнів                                                                               | с. Красне, центр                                  | 1941                  | 1962              | Харківський скульптурний комбінат  | залізобетон, цегла оштук.                | вис. ск. — 1,8 м, пост. −3,0 м.     | Рішення Чорнухинського райвиконкому № 3, 10.01.62           |
| 27 | Пам'ятний знак на місці загибелі члена військової Ради Південно-Західного фронту Е. П. Рикова                   | с. Красне, над трасою                             |                       |                   |                                    |                                          |                                     |                                                             |
| 28 | Братська могила радянських воїнів                                                                               | с. Нова Діброва                                   | 1941                  | 1974              | Полтавські художні майстерні       | обеліск — граніт                         | вис. 3,2 м.                         | Рішення Чорнухинського райвиконкому № 1 від 24.03.1974 р.   |
| 29 | Братська могила радянських воїнів                                                                               | с. Пізняки                                        | 1941                  | 1950              | Харківський скульптурний комбінат  | залізобетон, цегла оштук.                | вис. ск. — 2,6 м, пост. — 2,38 м.   | -                                                           |
| 30 | Братська могила радянських воїнів, пам'ятний знак полеглим воїнам-землякам                                      | с. Гільці, меморіальний комплекс                  | 1941, 1941–1945       | 1957              | Харківський скульптурний комбінат  | залізобетон, цегла оштук.                | вис. ск. — 3,0 м, пост. — 2,25 м    | -                                                           |
| 31 | Пам'ятний знак полеглим воїнам-землякам                                                                         | с. Нова Петрівщина                                | 1941 — 1945           | 1973              | Полтавські художні майстерні       | обеліск — граніт                         | вис. 1,5 м                          | -                                                           |
| 32 | Братська могила радянських воїнів, пам'ятний знак полеглим воїнам-землякам                                      | с. Хейлівщина, меморіальний комплекс              | 1941, 1941–1945       | 1957              | Харківський скульптурний комбінат  | залізобетон, цегла оштук.                | вис. ск. — 3,0 м, пост. — 1,65 м    | -                                                           |
| 33 | Братська могила радянських воїнів, пам'ятний знак полеглим воїнам-землякам                                      | с. Кізлівка, біля клубу, меморіальний комплекс    | 1941, 1941–1945       | 1950              | Харківський скульптурний комбінат  | залізобетон, цегла оштук.                | вис. ск. — 2,25 м, пост. −2,4 м     | Рішення Чорнухинського райвиконкому № 7 від 27.01.1950 р.   |
| 34 | Братська могила радянських воїнів і жертв фашизму, пам'ятний знак полеглим воїнам-землякам                      | с. Ковалі, колгоспний сад, меморіальний комплекс  | 1941, 1941–1945       | 1958              | Харківський скульптурний комбінат  | залізобетон, цегла оштук.                | вис. ск. — 2,2 м, пост. — 2,14 м.   | -                                                           |
| 35 | Братська могила радянських воїнів, пам'ятний знак полеглим воїнам-землякам                                      | с. Курінька, центр, меморіальний комплекс         | 1941, 1941–1945       | 1961              | Харківський скульптурний комбінат  | залізобетон, цегла оштук.                | вис. ск. — 2,7 м, пост. −2,0 м.     | -                                                           |
| 36 | Братська могила жертв фашизму                                                                                   | с. Курінька, в полі за селом                      | 1941                  | 1974              | Полтавські художні майстерні       | обеліск — лабрадорит                     | вис. 2,5 м.                         | Рішення облвиконкому№ 38 від 12.03.1974 р.                  |
| 37 | Братська могила радянських воїнів, пам'ятний знак полеглим воїнам-землякам                                      | с. Нетратівка, кладовище, меморіальний комплекс   | 1941, 1941–1945       | 1960              | Місцеві майстри                    | обеліск — цегла оштук.                   | вис. 2,0 м.                         | -                                                           |
| 38 | Братська могила радянських воїнів, пам'ятний знак полеглим воїнам-землякам                                      | с. Скибинці, кладовище, меморіальний комплекс     | 1941, 1941–1945       | 1962              | Місцеві майстри                    | обеліск — гранітна крихта                | вис. 2,3 м.                         | -                                                           |
| 39 | Братська могила радянських воїнів                                                                               | с. Мелохи                                         | 1941                  | 1957              | Харківський скульптурний комбінат  | залізобетон, цегла оштук.                | вис. ск. — 2,8 м, пост. −1,8 м.     | -                                                           |
| 40 | Братська могила радянських воїнів                                                                               | с. Городище                                       | 1941                  | 1957              | Харківський скульптурний комбінат  | залізобетон, цегла оштук.                | вис. ск. — 2,6 м, пост. — 1,22 м.   | -                                                           |
| 41 | Будинок, в якому проходила остання нарада військової ради Південно-Західного фронту                             | с. Городище                                       | 19.09.1941            | 1974 — мем. дошка | -                                  | одноповерховий, цегляний                 | площа −161,62 м2                    | Рішення облвиконкому№ 20 від 14.03.1975 р.                  |
| 42 | Братська могила радянських воїнів                                                                               | с. Загребелля, біля клубу                         | 1941                  | 1957              | Харківський скульптурний комбінат  | залізобетон, цегла оштук.                | вис. ск. — 2,57 м, пост. −1,3 м.    | -                                                           |
| 43 | Пам'ятний знак полеглим воїнам-землякам                                                                         | с. Загребелля                                     | 1941 — 1945           | 1972              | Київський скульптурний комбінат    | обеліск — залізобетон                    | вис. 3,0 м.                         | Рішення Чорнухинського райвиконкому № 289 від 12.12.1970 р. |
| 44 | Братська могила радянських воїнів, пам'ятний знак полеглим воїнам-землякам                                      | с. Макіївка, центр, меморіальний комплекс         | 1941, 1941–1945       | 1956              | Київський скульптурний комбінат    | залізобетон, цегла оштук.                | вис. ск. — 2,5 м, пост. −1,5 м.     | -                                                           |
| 45 | Братська могила радянських воїнів, пам'ятний знак полеглим воїнам-землякам                                      | с. Бубни, біля школи, меморіальний комплекс       | 1941, 1941–1945       | 1956              | Київський скульптурний комбінат    | залізобетон, цегла оштук.                | вис. ск. — 2,6 м, пост. — 1,91 м.   | -                                                           |
| 46 | Братська могила радянських воїнів, пам'ятний знак полеглим воїнам-землякам                                      | с. Луговики, біля клубу, меморіальний комплекс    | 1941, 1941–1945       | 1956              | Київський скульптурний комбінат    | залізобетон, цегла оштук.                | вис. ск. — 3,2 м, пост. −1,4 м.     | -                                                           |
| 47 | Братська могила радянських воїнів, пам'ятний знак полеглим воїнам-землякам                                      | с. Піски-Удайські, меморіальний комплекс          | 1941, 1941–1945       | 1956              | ск. П.Остапенко                    | залізобетон, цегла оштук.                | вис. ск. — 2,5 м, пост. −1,2 м.     | Рішення Чорнухинського райвиконкому № 5 від 7.01.1956 р.    |
| 48 | Братська могила радянських воїнів                                                                               | с. Постав-Мука, кладовище                         | 1941                  | 1982              | Місцеві майстри                    | гранітна крихта                          | вис.3,75 м.                         | -                                                           |
| 49 | Пам'ятний знак полеглим воїнам-землякам                                                                         | с. Постав-Мука, центр                             | 1941 — 1945           | 1956              | Харківський скульптурний комбінат  | залізобетон, цегла оштук.                | вис. ск. — 1,8 м, пост. −2,5 м.     | -                                                           |
| 50 | Пам'ятний знак жертвам фашизму                                                                                  | с. Постав-Мука, над шляхом                        |                       |                   |                                    |                                          |                                     |                                                             |
| 51 | Братська могила медичних сестер, які загинули в бою з німецько-фашистськими загарбниками у 1941 р.              | с. Постав-Мука, кладовище                         | 1941                  | 1975              | Місцеві майстри                    | обеліск — мармурова крихта               | вис. 1,1 м                          | -                                                           |
| 52 | Братська могила радянських воїнів, пам'ятний знак полеглим воїнам-землякам                                      | с. Лісова Слобідка, меморіальний комплекс         | 1941, 1941–1945       | 1956              | Харківський скульптурний комбінат  | залізобетон, цегла оштук.                | вис. ск. — 2,5 м, пост. −1,2 м.     | -                                                           |
| 53 | Братська могила радянських воїнів, пам'ятний знак полеглим воїнам-землякам                                      | с. Сухоносівка, меморіальний комплекс             | 1941, 1941–1945       | 1966              | Харківський скульптурний комбінат  | залізобетон, цегла оштук.                | вис. ск. — 2,3 м, пост. −1,4 м.     | -                                                           |
| 54 | Пам'ятний знак полеглим воїнам-землякам                                                                         | с. Богданівка, біля клубу                         |                       |                   |                                    |                                          |                                     |                                                             |
| 55 | Братська могила радянських воїнів                                                                               | с. Гайки, садиба Я.Попівнича                      |                       |                   |                                    |                                          |                                     |                                                             |
| 56 | Братська могила радянських воїнів, пам'ятний знак полеглим воїнам-землякам                                      | с. Галяве, кладовище                              | 1941, 1941–1945       | 1975              | Місцеві майстри                    | обеліск — залізобетон, стела — метал     | вис. 1,8 м, 1,3 м                   | -                                                           |
| 57 | Братська могила радянських воїнів                                                                               | с. Галяве, в лісі                                 | 1941                  | 1983              | Місцеві майстри                    | мармурова крихта                         | вис. 1,4 м                          | -                                                           |
| 58 | Могила радянського воїна                                                                                        | с. Галяве, проти сільгосптех-ніки, над шляхом     | 1941                  | 1983              | Місцеві майстри                    | мармурова крихта                         | вис. 1,4 м                          | -                                                           |
| 59 | Меморіальна дошка на честь створення в 1929 р. в селі колгоспу                                                  | с. Кізлівка                                       |                       |                   |                                    |                                          |                                     |                                                             |
| 60 | Могила радянського воїна                                                                                        | с. Мелехи, садиба М. М. Охріменка                 | 1941                  | 1975              | Місцеві майстри                    | обеліск — метал                          | вис. 1,2 м                          | -                                                           |
|    | |                                                   |                       |                   |                                    |                                          |                                     |                                                             |